# Otto von Freising
Otto von Freising, auch Otto I. von Österreich (* um 1112 vermutlich in Klosterneuburg bei Wien; † 22. September 1158 im Zisterzienserkloster Morimond in Frankreich), war seit 1138 Bischof von Freising und einer der bedeutendsten Geschichtsschreiber des Mittelalters.

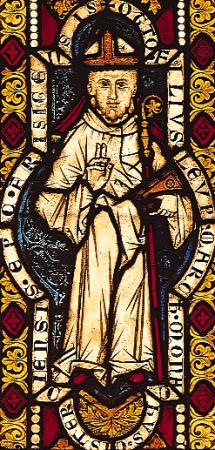
Darstellung Ottos von Freising im Brunnenhaus des Stiftes Heiligenkreuz bei Wien

## Leben

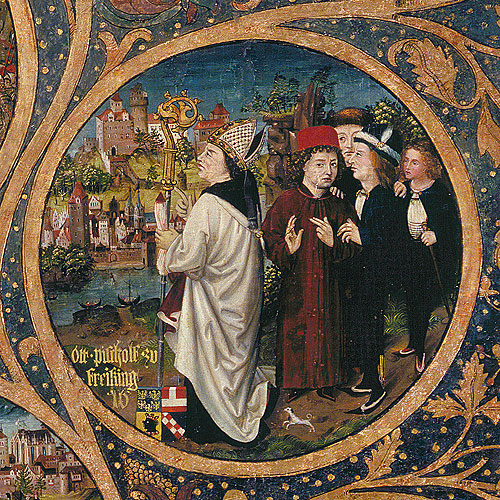
Otto als Bischof von Freising, im Hintergrund die Bischofsstadt Freising (Babenberger-Stammbaum, um 1490, Stift Klosterneuburg)

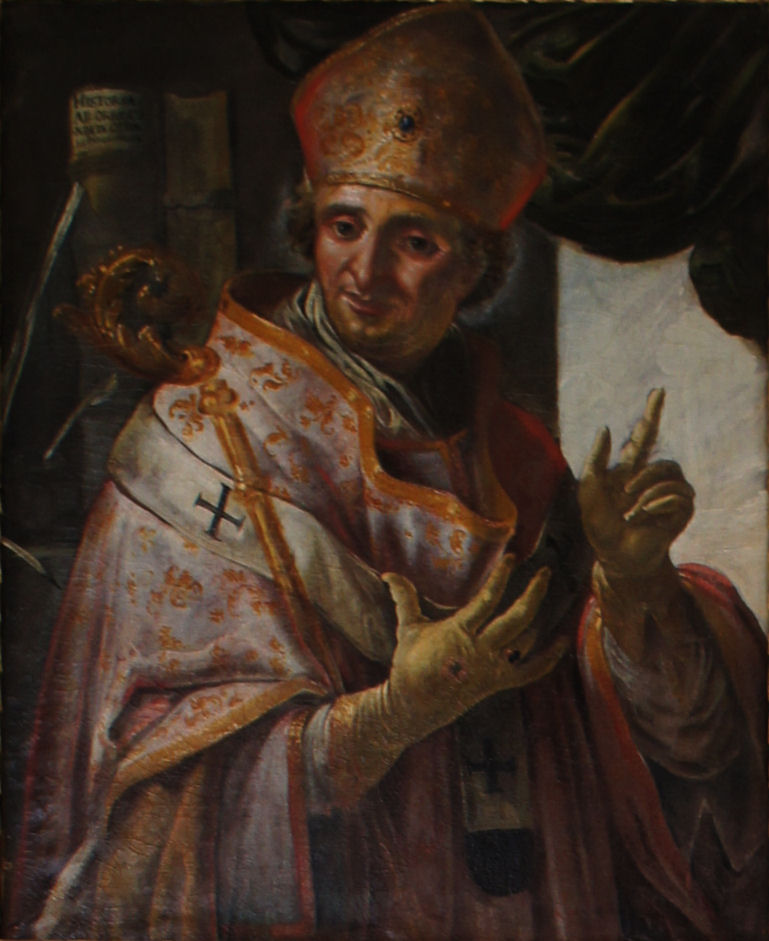
Otto von Freising auf einem Gemälde im Fürstengang Freising

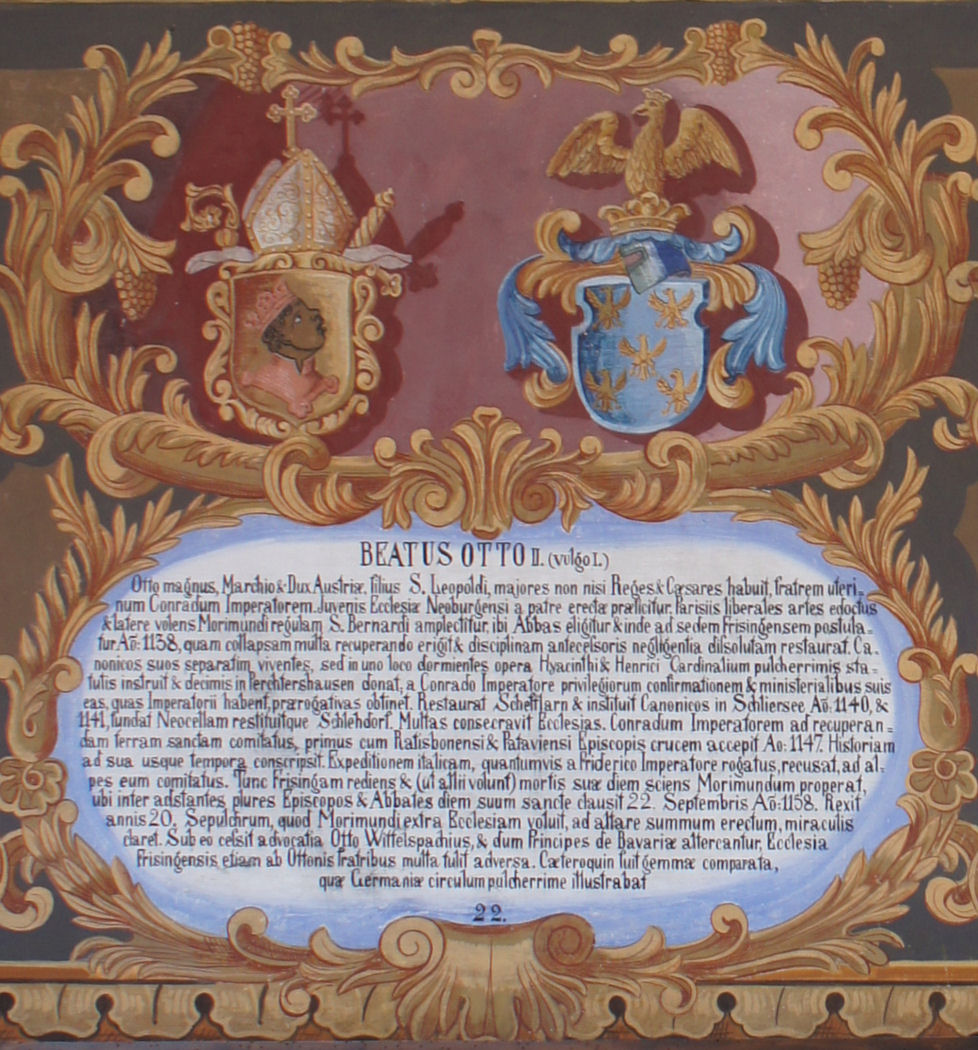
Wappentafel von Otto von Freising im Fürstengang Freising

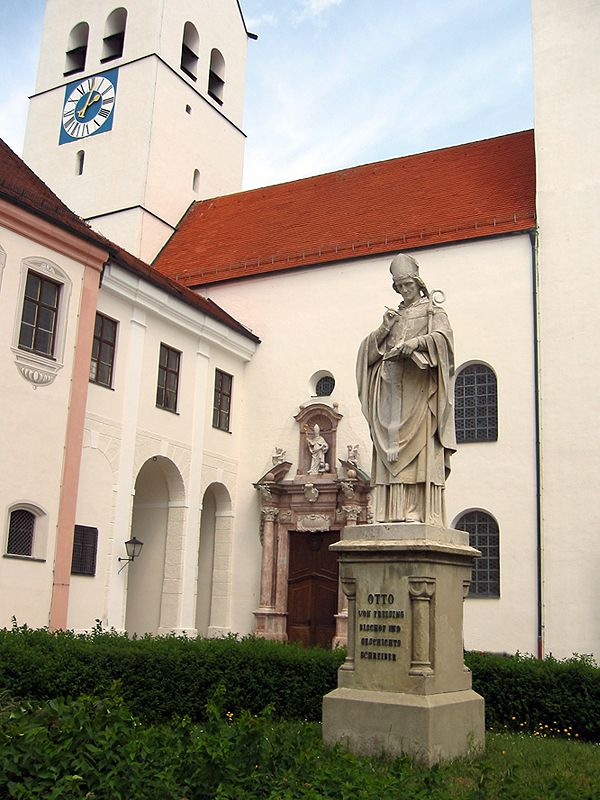
Denkmal für Otto von Freising auf dem Freisinger Domberg von Caspar von Zumbusch

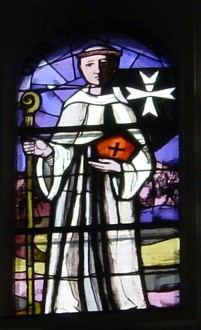
Kirchenfenster von Martin Häusle in der Pfarrkirche Liesing

Otto von Freising wurde um 1112 als fünfter Sohn des heiliggesprochenen Babenbergers Leopold III., Markgraf von Österreich, und der Tochter Kaiser Heinrichs IV., Agnes von Waiblingen, geboren. Unter seinen Brüdern waren Leopold IV., Herzog von Bayern, Heinrich II., Herzog von Österreich, und Konrad II., Erzbischof von Salzburg. Seine Halbbrüder aus der ersten Ehe seiner Mutter mit Friedrich I. von Schwaben waren König Konrad III. und Herzog Friedrich II. von Schwaben, der Vater von Kaiser Friedrich Barbarossa.
Seine erste Ausbildung erhielt er im Chorherrenstift Klosterneuburg, das sein Vater 1114 gegründet hatte. Im Jahr 1126 wurde er von diesem zum Propst des Stiftes ernannt. Noch im gleichen oder im nächsten Jahr begab sich Otto zu Studien nach Frankreich, vor allem nach Paris, das sich als Zentrum der damals neuartigen Scholastik (im Gegensatz zur gängigen Monastik) etabliert hatte. Otto verbrachte dort sechs Jahre und hörte dabei Peter Abaelard, Hugo von St. Viktor und Gilbert de la Porrée.
Im Jahr 1132 trat er zusammen mit 15 zum Teil hochgeborenen deutschen Studienkollegen in den Orden der Zisterzienser ein und kam als Novize in das Kloster Morimond in der Champagne. Sechs Jahre später, im Jahr 1138, wurde er als 26-jähriger Mönch zu dessen Abt gewählt. Doch schon am Tag darauf erhielt er durch König Konrad III. die Ernennung zum Bischof von Freising und bemühte sich von da an um die Erneuerung des kirchlichen Lebens in seiner Diözese und deren Klöstern, von denen er Schäftlarn (Prämonstratenser), Schlehdorf (Augustiner-Chorherren) und Innichen (Benediktiner) eine neue Ordnung gab. Den Freisinger Dom befreite er von drückender weltlicher Vogtei, die Domschule führte er zu einer beachtlichen Bedeutung. Die Klöster Schliersee (Kollegiatstift) und Neustift (Prämonstratenser) bei Freising gründete er neu. Merkwürdigerweise waren dies jedoch keine Zisterzienserklöster.
In der Zeit des Investiturstreites geriet er fast zwangsläufig in Konflikt mit den Wittelsbachern, vermittelte aber aufgrund seiner kaiserlichen Verwandtschaft erfolgreich in den Streitigkeiten zwischen Staufern, Babenbergern und Welfen. Er beteiligte sich auf den Ruf des Bernhard von Clairvaux hin als geistlicher Reichsfürst auch aktiv am Zweiten Kreuzzug, konnte jedoch zu dessen Ende hin nur mit Mühe mit einer kleinen Schar von Getreuen entkommen. Im Auftrag Konrads III. war er auch diplomatisch tätig: Er unternahm unter anderem drei Reisen nach Rom, unter Kaiser Friedrich Barbarossa war er bei der Beilegung des Streites mit Papst Hadrian IV. beteiligt. Sein Ideal, auch in der Frömmigkeit, war das Maßhalten. Bernhard von Clairvaux blieb ihm zeit seines Lebens zuinnerst fremd.
Im Jahre 1157 wurde Otto von Kaiser Friedrich Barbarossa offiziell damit beauftragt, die Taten des Kaisers (Gesta Friderici Imperatoris) aufzuzeichnen. Otto konnte sein Werk nicht mehr vollenden. Er starb am 22. September 1158 auf dem Weg zum Generalkapitel nach Cîteaux in seinem vormaligen Kloster Morimond. Otto wurde zunächst in der Klosterkirche von Morimond beigesetzt. Bis zum 17. Jahrhundert stand das Grab Ottos von Freising über dem Boden erhaben und frei sichtbar vor dem dortigen Hochaltar.
Heute befindet sich ein Reliquienschrein mit Knochen, die für die des Seligen gehalten werden, in der Anbetungskapelle der  Stiftskirche von Heiligenkreuz im Wienerwald.

## Werk
In der Geschichte der Philosophie gilt Otto von Freising als einer der ersten, die den neuentdeckten Aristoteles nach Deutschland brachten. Von seinem literarischen Schaffen sind nur Bruchstücke erhalten. Verloren gingen seine philosophischen Schriften und seine Korrespondenz. Als Zisterzienser war Otto den religiösen Idealen und der Geisteswelt seiner Epoche aufs Engste verbunden, als Geschichtsschreiber schuf er die überragenden Werke der frühstaufischen Historiographie. Durch seine Verwandtschaft mit dem Kaiserhaus wurde ihm eine besondere Einsicht in Geschichte und Politik zuteil, wie sie nur wenigen seiner Zeitgenossen gegeben war. Otto gilt als einer der größten Geschichtsschreiber des hohen Mittelalters.
Sein erstes Werk, die Chronica sive Historia de duabus civitatibus, d. h. Die Geschichte der zwei Staaten, ist dem Werk De civitate Dei des Kirchenvaters Augustinus von Hippo nachempfunden. Es handelt sich um eine Weltgeschichte in 7 Büchern, im 8. Buch entfaltet Otto seine Vision des Jüngsten Gerichts. Otto schrieb an diesem Werk zwischen 1132 und 1146 und überarbeitete es nochmals im Jahr 1157. Das Werk wurde ein Höhepunkt der Geschichtsschreibung im Mittelalter: Es widmet sich der Umformung augustinischer bzw. platonischer Ideen, vor allem der Zweistaatentheorie. Im Mittelpunkt stehen die Weltreiche, die wie alle Kultur vom Osten nach dem Westen wandern und im Imperium Romanum ihre endgültige Gestalt bis zum Weltende finden. Entscheidend dabei ist, dass die Ecclesia Christi, die Kirche Christi, sich mit dem Imperium Romanum verbindet und so zur Civitas Dei wird, die vollkommene Harmonie der geistlichen und weltlichen Gewalt. Damit erfährt die Civitas Dei im Gegensatz zu der des Heiligen Augustinus eine Verwirklichung auf Erden. Die Bedeutung des Werkes liegt somit in seiner geschichtstheologischen Dimension, die Augustinus’ Lehre von den zwei Civitates deutlich erweitert. Ein im 12. Jahrhundert konzipierter Bilderzyklus ist in zwei frühen Kopien des Textes überliefert.
Um 1156 begann Otto die Gesta Friderici Imperatoris, d. h. Die Taten Kaiser Friedrichs Barbarossa. Unter dem Eindruck der hoffnungsvollen Regierung des Kaisers verfasste er die beiden ersten Bücher: Buch 1 behandelt die Zeit von Heinrich IV. bis Konrad III., im Gegensatz zur Anschauung im Chronicon als Zeit der Vorbereitung der kommenden kaiserlichen Machtfülle unter Friedrich Barbarossa gedeutet. Buch 2 beschreibt Barbarossas Geschichte von 1152 bis 1158. Otto verwendete hier zum Teil wörtlich, zum Teil auszüglich viele kaiserliche Aktenstücke als Quelle. Otto konnte nur die ersten beiden Bände beenden. Noch vor seinem Tod (1158) hatte er in weiser Vorausahnung seinen Schüler Rahewin beauftragt, sein Werk zu vollenden. Rahewin schrieb den dritten und vierten Band. Ein weiterer Fortsetzer war Otto von St. Blasien.
Die Gesta sind geschichtsphilosophisch weniger gedankentief, vermitteln aber höchst lebendige Charakteristiken kirchengeschichtlich bedeutsamer Persönlichkeiten, unter anderem von Abaelard und Arnold von Brescia. In Bezug auf Barbarossa ist der Text nicht frei von subjektiven Formulierungen. Gerade die Darstellung der Staufer ist klar mit einer Zielsetzung verbunden, die man – modern ausgedrückt – propagandistisch nennen könnte. Otto ging es darum, das Haus Staufen in einem Licht darzustellen, das es zum Erfüller des göttlichen Willens prädestinierte.

## Verehrung
Im Zisterzienserorden wird Otto seit langem als Seliger verehrt. Sein Gedenktag ist in der Erzdiözese Wien und im Erzbistum München-Freising mit Genehmigung der römischen Ritenkongregation seit 1973 der 7. September. Ein Standbild des Seligen befindet sich im Freisinger Dom. In der Anbetungskapelle der Abteikirche des Zisterzienserstiftes Heiligenkreuz befindet sich ein Reliquiar, das Gebeine des Seligen beinhalten soll. Im Zelebrationsaltar des Münsters St. Kastulus in Moosburg wurde eine Reliquie des Seligen Otto eingesetzt. 1995 wurde ihm auf dem Gelände des ehemaligen Klosters Morimond eine Gedenkstele errichtet. Auf der Korbinianbrücke in Freising erinnert eine Brückenfigur an ihn. Er wird häufig in Kirchenfenstern dargestellt, meist als schreibender Bischof, wie etwa in der Pfarrkirche Liesing und der Otto-von-Freising Kapelle in Gaaden.
Bemerkenswerterweise genießt dieser Selige bei Geschichtsschreibern und Germanisten eine größere Verehrung als beim katholischen Volk seiner Heimat. In diesem Zusammenhang entstand eine dem sel. Otto gewidmete Gedenktafel in der Walhalla bei Regensburg.

## Textausgaben
Kritische Editionen
- Adolf Hofmeister (Hrsg.): Scriptores rerum Germanicarum in usum scholarum separatim editi 45: Ottonis episcopi Frisingensis Chronica sive Historia de duabus civitatibus. Hannover 1912 (Monumenta Germaniae Historica, Digitalisat)
- Georg Waitz und Bernhard von Simson (Hrsg.): Scriptores rerum Germanicarum in usum scholarum separatim editi 46: Ottonis et Rahewini Gesta Friderici I. imperatoris. Hannover 1912 (Monumenta Germaniae Historica, Digitalisat)

Übersetzungen
- Otto Bischof von Freising: Chronik oder die Geschichte der zwei Staaten  (= Ausgewählte Quellen zur deutschen Geschichte des Mittelalters. Bd. 16). Übersetzt von Adolf Schmidt, herausgegeben von Walther Lammers. 4. Auflage. Wissenschaftliche Buchgesellschaft, Darmstadt 1980, ISBN 3-534-00174-5 (lateinisch/deutsch).
- Bischof Otto von Freising und Rahewin: Die Taten Friedrichs oder richtiger Cronica (= Ausgewählte Quellen zur deutschen Geschichte des Mittelalters. Bd. 17). Übersetzt von Adolf Schmidt, herausgegeben von Franz-Josef Schmale. 4., gegenüber der 3. um einen Nachtrag von Fabian Schwarzbauer erweiterte Auflage. Wissenschaftliche Buchgesellschaft, Darmstadt 2000, ISBN 3-534-01418-9 (lateinisch/deutsch).